# Listrodromus crassipes
Listrodromus crassipes är en stekelart som först beskrevs av Cameron 1907.  Listrodromus crassipes ingår i släktet Listrodromus och familjen brokparasitsteklar. Inga underarter finns listade i Catalogue of Life.